# Дінчо Карамунчев
Дінчо Карамунчев (болг. Динчо Иванов Карамунчев); нар. 27 червня 1955, Копривштиця) — болгарський офіцер, генерал-майор. Військовий аташе Болгарії у Франції та Україні.

## Біографія
Народився 27 червня 1955 в місті Копривштиця.
Закінчив повітове училище у місті Долішня Митрополія, потім Військову академію у Софії та Військову академію в Парижі.
З 6 червня 2002 — командир корпусу повітряної оборони. Пізніше був начальником управління персоналом Генерального штабу збройних сил Болгарії до 2006.
Був військовим аташе у Парижі. З 3 серпня 2009 по 30 червня 2010 — голова місії НАТО в Албанії.
Також був військовим аташе в Україні.